# アナスタシア・チェクラエフ
アナスタシア・チェクラエフ（Anastasia Cekulaev、2003年7月1日 - ）は、ドイツの女子バレーボール選手。ポジションはミドルブロッカー。ドイツ代表。

## 来歴

### クラブチーム
ヴィースバーデン出身。2019年、ブンデスリーガ2部のVCO Berlinへ入団。2021年1月、SCポツダムへ移籍することが発表され、2021/22、2022/23シーズンのブンデスリーガでは準優勝した。2023/24シーズンはブンデスリーガで3位、ドイツカップ準優勝、欧州チャンピオンズリーグに出場した。2024年4月、2024/25シーズンはイタリアセリエA1のBlack Angels Perugia Volleyでプレーすることが発表された。

### 代表チーム
アンダーカテゴリー代表として2018年、U-17欧州選手権に出場した。2021年、シニア代表に初選出された。2023年のネーションズリーグ、欧州選手権、パリ五輪予選に出場した。

## 球歴
- 欧州選手権 - 2023年
- オリンピック予選 - 2023年
- ネーションズリーグ - 2021年、2022年、2023年、2024年

## 所属クラブ
- VCO Berlin（2019-2021年）
- SCポツダム（2021-2024年）
- Black Angels Perugia Volley（2024年-）